# ガトウィック空港駅
ガトウィック空港駅 （ガトウィックくうこうえき、英語: Gatwick Airport railway station）はイギリスの鉄道駅である。ガトウィック空港の最寄り駅であり、ロンドン・ヴィクトリア駅から43 km、途中ノンストップのガトウィック・エクスプレスで約35分の距離に位置する。
この駅は空港の南ターミナルと直結しており、徒歩で移動できる。北ターミナルに向かう場合は新交通システムであるガトウィック空港トランジットに乗り換える。
列車はゴヴィア・テムズリンク・レールウェイ（ガトウィック・エクスプレス、サザン、テムズリンクの3つのブランドの列車が停車）とグレート・ウェスタン・レールウェイが運行する。

## 歴史
1891年、ロンドン・ブライトン・アンド・サウス・コースト鉄道のガトウィック駅として開業した。この土地にはさらに昔から駅があったが、1876年に閉鎖されていた。1946年に駅の近くにあった競馬場にちなみ、ガトウィック競馬場駅 (Gatwick Racecourse) に改称した。競馬場の南にはガトウィック空港があった。1950年代後半に空港の大規模な拡張工事が行われ、競馬場は拡張用地となり消滅した。1958年、新しく建設された空港ターミナルビルに合わせて、駅は北に1 kmほど移設され、ガトウィック空港駅に改称された。

### 年表
- ? - 開業
- 1876年 - 閉鎖
- 1891年 - ガトウィック駅開業
- 1946年 - ガトウィック競馬場駅に改称
- 1958年5月27日 - 駅を改築し現駅名へ改称

## 発着列車

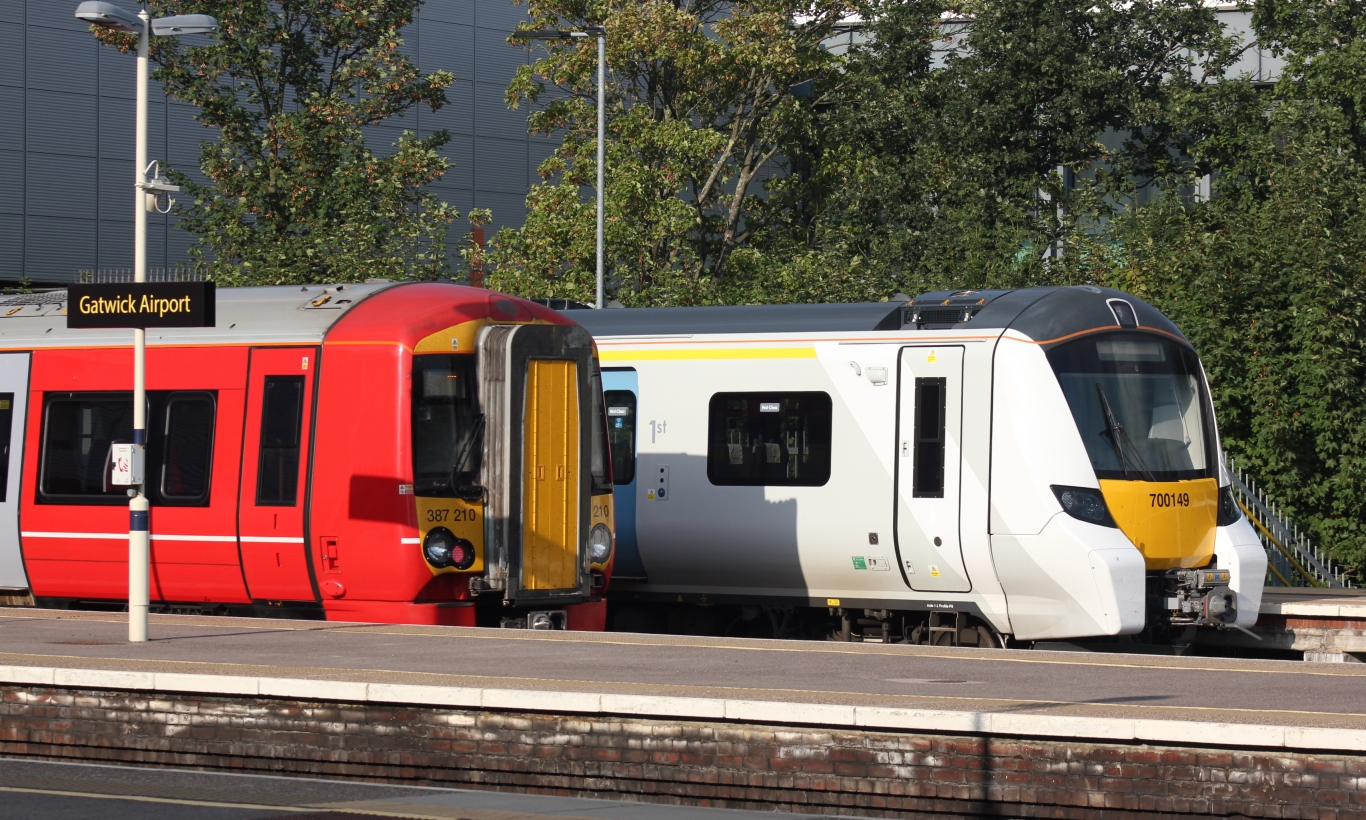
ガトウィック空港駅で並ぶガトウィック・エクスプレスとテムズリンクの列車

ゴヴィア・テムズリンク・レールウェイが運行する3ブランドの列車はいずれもブライトン本線を走行する。
ガトウィック・エクスプレスはロンドン・ヴィクトリア駅とブライトン駅の間を途中ガトウィック空港駅のみに停車して、30分毎に運行されている。なお、ピーク時には後述のサザンの列車を補完するため停車駅が増加する。
サザンの列車は毎時8本（平日オフピーク時）が北はロンドン・ヴィクトリア駅、南はブライトン駅（2本）、リトルハンプトン駅（2本）、イーストボーン駅（1本）、オア駅（1本）、ボグナー・リージス駅／ポーツマス・ハーバー駅（1本）、ボグナー・リージス駅／サウサンプトン・セントラル駅（1本）へ運行されている。
テムズリンクの列車は平日オフピーク時には北方向に毎時8本、南方向に毎時6本が運行されている。これらは全てロンドン・ブリッジ駅とセント・パンクラス駅を経由してロンドン北部へと直通しており、内訳はベッドフォード駅 - ブライトン駅、ベッドフォード駅 - ガトウィック空港駅、ケンブリッジ駅 - ブライトン駅、ピーターバラ駅 - ホーシャム駅がそれぞれ毎時2本ずつである。
グレート・ウェスタン・レールウェイはガトウィック空港駅からギルフォード駅を経由してレディング駅までを結ぶノース・ダウンズ線の列車を毎時1本運行している。

## 利用状況
- 2004/05年 - 7.976百万人
- 2005/06年 - 8.585百万人
- 2006/07年 - 11.889百万人

## 隣の駅
ナショナル・レール
■ ガトウィック・エクスプレス（ゴヴィア・テムズリンク・レールウェイ）
ロンドン・ヴィクトリア駅 - ガトウィック空港駅 - ブライトン駅　（ピーク時には停車駅が増加）
■ テムズリンク（ゴヴィア・テムズリンク・レールウェイ）
アラン・バレー線方面
ホーリー駅 - ガトウィック空港駅 - スリー・ブリッジズ駅
ブライトン本線方面
イースト・クロイドン駅 - ガトウィック空港駅 - スリー・ブリッジズ駅
■ サザン（ゴヴィア・テムズリンク・レールウェイ）
アラン・バレー線方面
イースト・クロイドン駅 - ガトウィック空港駅 - スリー・ブリッジズ駅
ブライトン本線/イースト・コーストウェイ線/ウェスト・コーストウェイ線方面
イースト・クロイドン駅 - ガトウィック空港駅 - ヘイワーズ・ヒース駅
■ グレート・ウェスタン・レールウェイ
ノース・ダウンズ線方面
レッドヒル駅 - ガトウィック空港駅

## 将来計画
ネットワーク・レールによるガトウィック空港駅の大規模な再開発では、3000万ポンドを掛けてこの駅を通過する列車本数を増加させ、乗客処理能力を改善する計画になっている。この計画では、ガトウィック・エクスプレス用の新しいプラットホームを建設すると共に、空港バスを乗り入れられるようにして、完全に統合された公共交通を提供することになっている。2012年のロンドンオリンピックまでに完成されることになっている。
しかしながら、鉄道規制庁（ORR: the Office of the Rail Regulator）が900万ポンドしかガトウィック空港駅の再開発に割り当てなかったため、計画は危機にさらされている。鉄道規制庁は最終的な結論を2008年10月30日に発表する予定である。